# Gelis stigmaticus
Gelis stigmaticus là một loài tò vò trong họ Ichneumonidae.